# قرار مجلس الأمن التابع للأمم المتحدة رقم 2003
قرار مجلس الأمن التابع للأمم المتحدة رقم 2003، الذي تم تبنيه بالإجماع في 29 يوليو 2011، بعد إعادة التأكيد على جميع القرارات والبيانات السابقة بشأن الوضع في السودان، مدد المجلس ولاية العملية المشتركة للاتحاد الأفريقي والأمم المتحدة في دارفور لمدة 12 شهرًا حتى 31 يوليو 2012.
وأتاح القرار مزيدا من الوقت للأمم المتحدة لتقرير عدد القوات المطلوبة في المنطقة.

## القرار

### أعمال
تم تمديد ولاية العملية المشتركة للاتحاد الأفريقي والأمم المتحدة في دارفور وفق الفصل السابع حتى نهاية يوليو 2012. صدرت تعليمات لعملية حفظ السلام لحماية المدنيين وضمان إيصال المساعدات الإنسانية، دون المساس بالمسؤولية الأساسية للحكومة السودانية.
وطُلب من الأمين العام العمل بشكل وثيق مع الاتحاد الأفريقي والأطراف الأخرى وتقديم تقرير عن التقدم المحرز في عملية السلام وولاية العملية المختلطة. وطالب المجلس بمنح العملية رخصة إذاعية من أجل التواصل بحرية مع جميع أصحاب المصلحة في دارفور، تماشيا مع اتفاق وضع القوات. أُدينت جميع انتهاكات حقوق الإنسان وأُعرب مرة أخرى عن القلق إزاء الوضع في دارفور؛ كان على أطراف النزاع اتخاذ خطوات لحماية المدنيين.
وفي غضون ذلك، دعا القرار إلى التعاون بين العملية المشتركة وعمليات حفظ السلام الأخرى في المنطقة، بما في ذلك بعثة الأمم المتحدة في جمهورية جنوب السودان وقوة الأمم المتحدة الأمنية المؤقتة لأبيي.

## روابط خارجية
- نص القرار في undocs.org